# Downingia pulchella
Downingia pulchella là loài thực vật có hoa trong họ Hoa chuông. Loài này được (Lindl.) Torr. mô tả khoa học đầu tiên năm 1857.